# Astragalus acmophylloides
Astragalus acmophylloides är en ärtväxtart som beskrevs av Aleksandr Alfonsovitj Grossgejm. Astragalus acmophylloides ingår i släktet vedlar, och familjen ärtväxter. Inga underarter finns listade i Catalogue of Life.